# Keren Hayesod

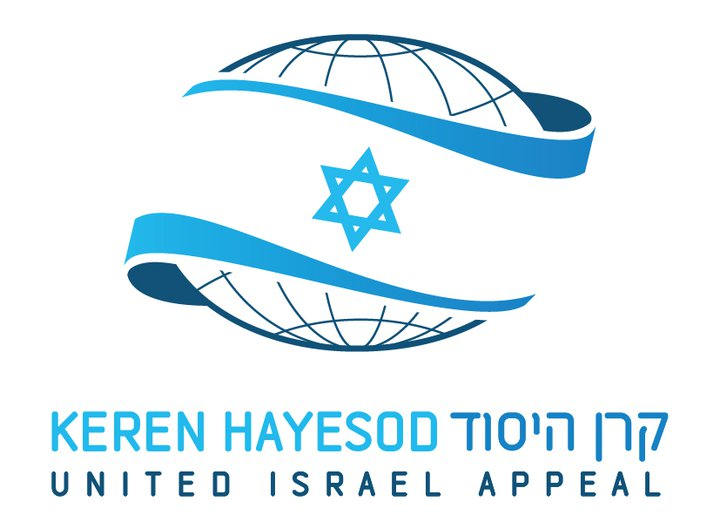
Logo von Keren Hayesod

Keren Hayesod oder Keren HaYessod (hebräisch קרן היסוד, wörtlich: Der Gründungs-Fonds) ist die Hauptorganisation, die Spenden für Israel sammelt. Sie war 2018 in 45 Ländern tätig.

## Organisation

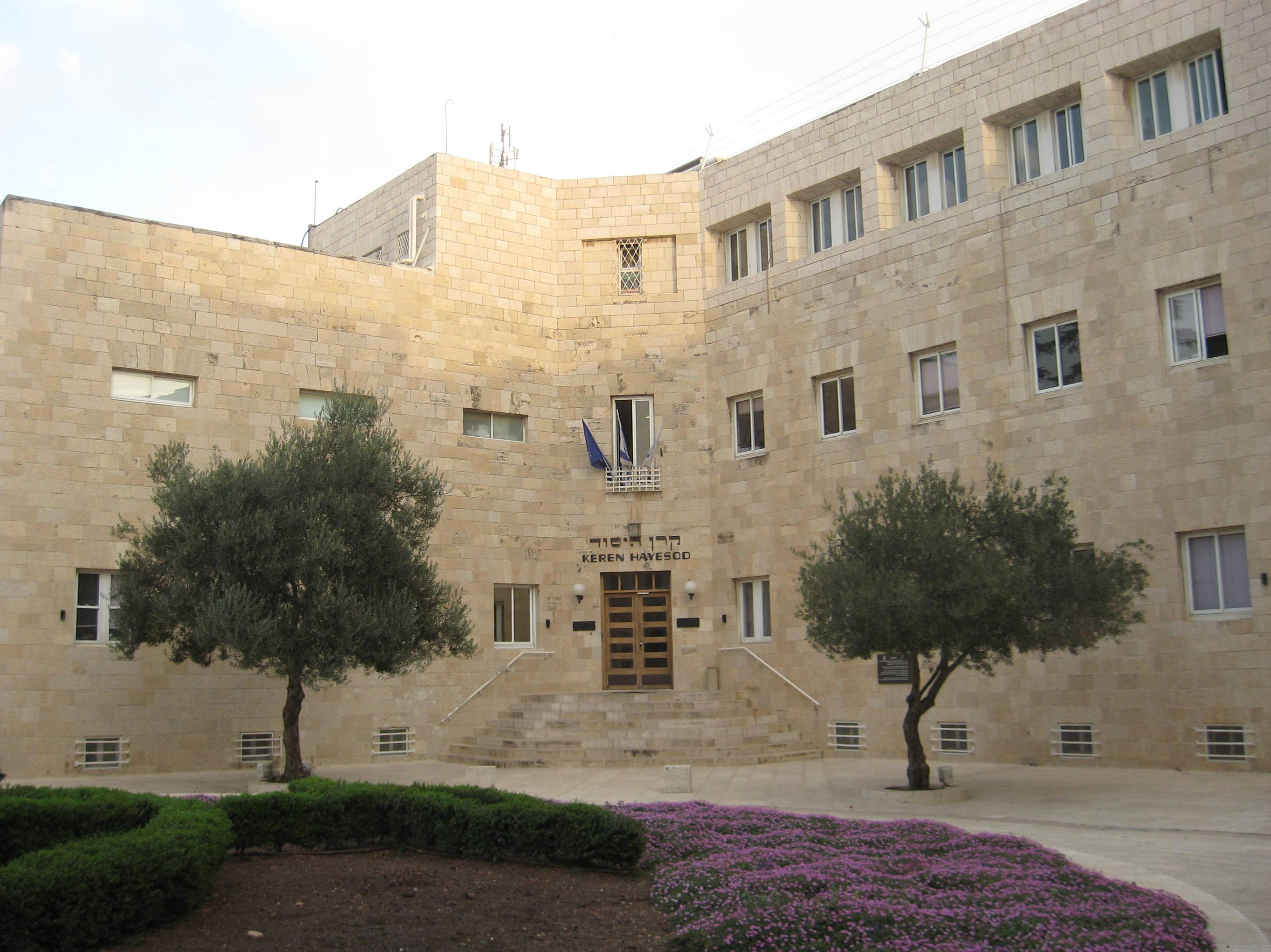
Sitz von Keren Hayesod in Jerusalem

Keren Hayesod ist weltweit tätig und ermöglicht es, gezielte Spenden an zahlreiche Projekte in Israel weiterzuleiten. In vielen Ländern hat Keren Hayesod mehr als eine Landesvertretung. In Deutschland beispielsweise gibt es Vertretungen der Keren Hayesod in Berlin, Frankfurt am Main und München.
Die Aufgaben des Keren Hayesod sind durch das israelische Gesetz Nr. 17 des Jahres 5716 (1955–56) geregelt, das von der Knesset im Januar 1956 verabschiedet wurde. Entsprechend diesem Gesetz ist Keren Hayesod in Israel ein eingetragener Verein.
Keren Hayesod sammelt Spenden durch
- direkte Spenden
- Veranstaltungen in Israel und in Europa
- Delegationen nach Israel
- Erbschaften

## Aufgaben
Der Keren Hayesod hat die Aufgabe, Menschen den Weg nach Israel – die Alija – und die Integration so leicht wie möglich zu machen. Dazu gehören die teilweise Übernahme von Reisekosten, die Unterbringung in Eingliederungszentren, die Finanzierung von Hebräischkursen und Ausbildungsplätzen, die Hilfe bei der Wohnungssuche sowie der Bau und der Betreuung von Kindertagesstätten und Jugenddörfern.
Zudem unterstützt die Organisation die Opfer von palästinensischen Terroranschlägen und deren Angehörige.

## Geschichte

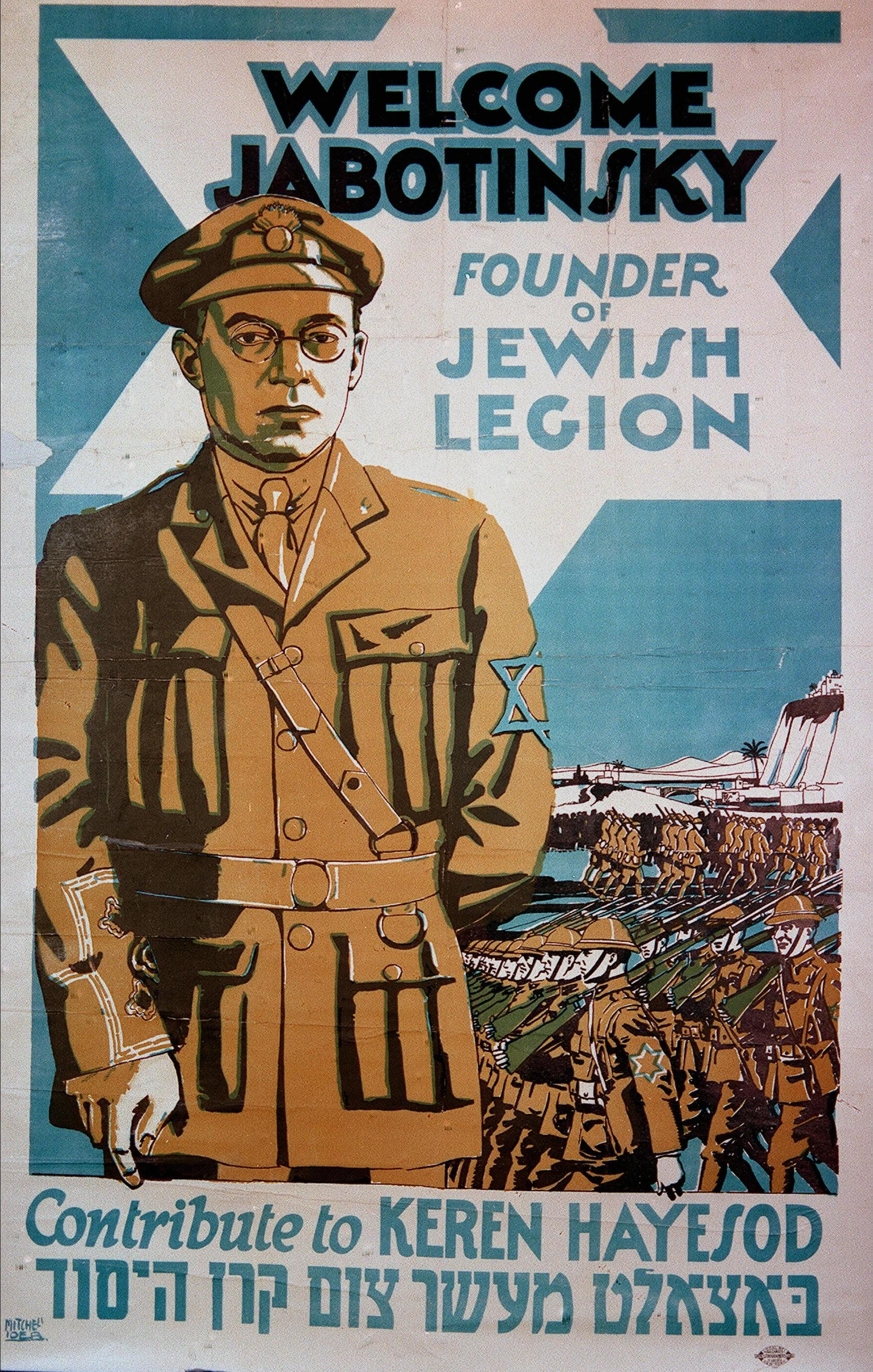
Poster mit Wladimir Zeev Jabotinsky und der Jüdischen Legion als Spendenaufruf zur Unterstützung von Keren Hayesod (1940)

Vom 7. bis 24. Juli 1920 fand in London der Zionistische Weltkongress statt. Auf diesem Kongress wurde Keren Hayesod offiziell am 24. Dezember 1920 gegründet. Die angenommene Resolution forderte das jüdische Volk, die Zionisten sowie die Nicht-Zionisten auf, zum Aufbau des Landes Israel mit Hilfe von Keren Hayesod beizutragen. Jüdische Gemeinden auf der ganzen Welt haben ihre eigenen Sammelkampagnen unter der Schirmherrschaft von Keren Hayesod oft mit lokalen Namen (UIA, UJIA, IUA, CJA, AUJF) verkündet. In Deutschland firmierte der Kerem Hayesod als Jüdisches Palästinawerk e. V. und gab das Mitteilungsorgan Unser Werk heraus.
Nach Vereinbarung mit der Jewish Agency for Israel (JAFI) ist Keren Hayesod einer der drei Gründer (zusammen mit der World Zionist Organization und der Vereinigten Israel Aktion in Nordamerika, einer Tochtergesellschaft der Jewish Federation Nordamerika) und stellt 20 % der Vertreter des Kuratoriums und Versammlung. Keren Hayesod besitzt auch vier Sitze im Kuratorium der Jewish Agency.

## Vorsitzende / Präsidenten / Präsidium des Keren Hajessod
- 1920–1926 Berthold Feiwel (in London)
- 1926–1948 Leib Jaffe (in Jerusalem)
- 1936–1951 Kurt Jehuda Blumenfeld
- 1936–1968 Arthur Hantke
- 1951–1956 Berl Locker, Nachum Goldmann
- 1956–1961 Eliyahu Dobkin, Arie Leon Dulzin, Mosche Kol, Schlomo Zalman Schagrai
- 1961–1971 Israel Goldstein
- 1971–1977 Ezra Schapira
- 1977–1978 Fay Schenk, Phil Granovsky
- 1978–1989 Avraham Avi-Hai
- 1989–1998 Schlomo Hillel
- seit 1998 Avi Pazner